# Gerhard Jelen
Gerhard Jelen (* 23. April 1935) ist ein ehemaliger deutscher Schauspieler, vor allem aber Theaterregisseur.

## Leben
Gerhard Jelens beruflicher Weg begann 1957 mit einer Tätigkeit als Korrespondent bei der Anker-Werke AG in Bielefeld. Schon 1958 sattelte er um auf die Theaterkunst. Bis 1960 dauerte seine Ausbildung zum Regisseur und Schauspieler. Von 1960 bis 1962 war er persönlicher Assistent von Werner Kraut und Regisseur des Schauspielstudios Folkwang. Er hatte Regie- und Schauspielverpflichtungen unter anderem in Essen, Düsseldorf und Bielefeld. Von 1962 bis 1964 war er 1. Spielleiter am Rheinischen Landestheater Neuss. Als Nächstes hatte er beim Stadttheater Pforzheim in den Jahren 1964 bis 1968 die Position eines Oberspielleiters des Schauspiels sowie des Stellvertreters des Intendanten in Angelegenheiten des Schauspiels inne. Darauf folgte ein Wechsel ans Staatstheater Oldenburg, wo er als künstlerischer Leiter, Oberspielleiter des Schauspiels und Stellvertreter des Generalintendanten viele Jahre wirkte.
Bis in die 1990er Jahre hinein blieb er dem Haus erhalten. Er inszenierte dort vor allem Klassiker und moderne Klassiker wie Bertolt Brecht, William Shakespeare, Friedrich Schiller, Gotthold Ephraim Lessing, Jean-Paul Sartre, Henrik Ibsen, Anton Tschechow und August Strindberg. Parallel dazu gab er Gastspiele an verschiedenen Theatern in Deutschland. Hier ragten seine Faust-Inszenierungen hervor. Die 1983er-Gesamtfassung (die Teile I und II wurden in Oldenburg an zwei Abenden und auch an einem Abend gezeigt) genießt einen legendären Ruf. In der Frankfurter Rundschau hieß es seinerzeit, die „mit eigenwilliger Handschrift“ versehene Inszenierung habe „Furore gemacht“, Jelen übertreffe Claus Peymanns Faust-Spektakel „um ein Beträchtliches“. In Oldenburg stand die Inszenierung drei Jahre lang auf dem Spielplan. Zweimal gab Jelen in Oldenburg Anlass zu negativer Presse. Das erste Mal 1977, als die Erstaufführung von Albert Camus’ Drama Die Gerechten mit der Entführung Hanns Martin Schleyers durch die RAF zusammenfiel und das Stück abgesetzt werden musste. Das zweite Mal 1989, als gut die Hälfte des Ensembles nicht mehr unter dem Improvisationen und Situationsanalysen fordernden Jelen arbeiten wollte.

## Stil
Der Regisseur Gerhard Jelen neigte „zur aggressiven Parodie und zur kabarettistischen Überzeichnung“. Die gewollte Drastik von Sprache und Gestik konnte aber auch komisch-pathetisch bis peinlich und geschmacklos wirken. Der Weser-Kurier bewunderte 1968 „das ebenso sensible wie zupackende Talent des Regisseurs“ und charakterisierte ihn als „unherkömmlich“.

## Auszeichnungen
- 1960: Folkwang-Leistungspreis für Regie-Arbeit